# Othresypna formosensis
Othresypna formosensis är en fjärilsart som beskrevs av George Francis Hampson 1926. Othresypna formosensis ingår i släktet Othresypna och familjen nattflyn. Inga underarter finns listade i Catalogue of Life.